# Kanton Les Cévennes ardéchoises
Les Cévennes ardéchoises - tot 2016 kanton Les Vans is een kanton van het Franse departement Ardèche. Het kanton maakt deel uit van het arrondissement Largentière. De naam werd gewijzigd bij decreet van 5 oktober 2016.

## Gemeenten

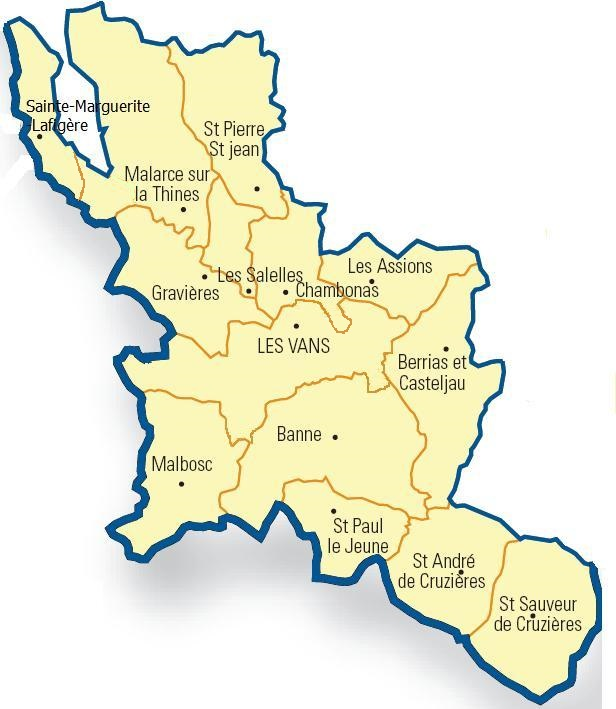
Ligging van gemeenten in het kanton vóór 2015

Het kanton Les Vans omvatte tot 2014 de volgende 14 gemeenten:
- Les Assions
- Banne
- Berrias-et-Casteljau
- Chambonas
- Gravières
- Malarce-sur-la-Thines
- Malbosc
- Saint-André-de-Cruzières
- Sainte-Marguerite-Lafigère
- Saint-Paul-le-Jeune
- Saint-Pierre-Saint-Jean
- Saint-Sauveur-de-Cruzières
- Les Salelles
- Les Vans (hoofdplaats)

Na de herindeling van de kantons bij decreet van 13 februari 2014, met uitwerking op 22 maart 2015, omvat het kanton volgende gemeenten : 
- Les Assions
- Banne
- Beaulieu
- Beaumont
- Berrias-et-Casteljau
- Chambonas
- Chandolas
- Dompnac
- Faugères
- Gravières
- Joyeuse
- Lablachère
- Laboule
- Loubaresse
- Malarce-sur-la-Thines
- Malbosc
- Montselgues
- Payzac
- Planzolles
- Ribes
- Rocles
- Rosières
- Sablières
- Saint-André-de-Cruzières
- Saint-André-Lachamp
- Saint-Genest-de-Beauzon
- Saint-Mélany
- Saint-Paul-le-Jeune
- Saint-Pierre-Saint-Jean
- Saint-Sauveur-de-Cruzières
- Sainte-Marguerite-Lafigère
- Les Salelles
- Valgorge
- Les Vans
- Vernon